# Margaret Crittendon Douglass

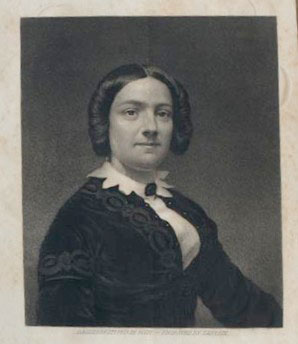
Margaret Douglass

Margaret Crittendon Douglass (* 1822 in Washington, D.C.; † nach 1854) war eine US-amerikanische Frau, die 1854 einen Monat im Gefängnis saß, weil sie freie schwarze Kinder in Norfolk, Virginia, unterrichtet hatte. Sie verteidigte sich vor Gericht selber und veröffentlichte später ein Buch über ihre Erfahrungen.  Ihr Fall machte die Öffentlichkeit auf die äußerst restriktiven Gesetze gegen die Alphabetisierung der Afroamerikaner im amerikanischen Süden vor dem Bürgerkrieg aufmerksam.

## Leben und Werk
Douglass wurde in Washington, D.C. geboren und ihre Familie zog nach Charleston (South Carolina), als sie noch sehr jung war. Sie heiratete und zog zwei Kinder groß.  Nach dem Tod ihres Sohnes zog sie 1845 mit ihrer Tochter nach Norfolk (Virginia), wo sie als Näherin arbeitete.
1852 sah sie in einem Friseurladen in Norfolk im hinteren Teil des Geschäftes zwei kleine schwarze Jungen, die Rechtschreibbücher studierten. Der Friseur sagte, es seien seine Kinder und es gäbe niemanden, der kleine farbige Kinder unterrichten würde. Daraufhin erteilte sie den fünf Kindern des Friseurs kostenlosen Unterricht in Lesen und Schreiben. Die positiven Erfahrungen mit diesen Kindern ermutigten sie, einige Monate später eine Schule in ihrem Haus zu errichten. Sie wusste, dass es illegal war, Sklaven zu unterrichten, und so nahm sie nur freie schwarze Kinder auf. Im Juni 1852 eröffnete sie ihre Schule mit 25 Jungen und Mädchen. Am 9. Mai 1853 verhafteten sie zwei Stadtpolizisten in ihrem Haus wegen Verstoßes gegen das Gesetz von Virginia. Douglass plädierte für Unwissenheit über das Gesetz und war entsetzt, als ihr der Bürgermeister erklärte, dass das Unterrichten eines schwarzen Kindes in Virginia rechtswidrig sei. Sie sagte dem Bürgermeister, dass sie nicht gewusst habe, dass es illegal sei, freie Schwarze zu unterrichten, und der Bürgermeister wies den Fall ab. Die Grand Jury hörte jedoch von dem Fall und beschuldigte sie trotzdem: Am 2. November 1853 wurde sie vor Richter Richard Baker und einer Jury aus zwölf weißen Männern vor Gericht gestellt. Sie lehnte die Dienste eines Anwalts ab und verteidigte sich selber, wahrscheinlich auch aus finanziellen Gründen. Zu ihrer eigenen Verteidigung bestand sie darauf, dass sie keine Abolitionistin sei, dass sie die Einrichtung der Sklaverei anerkenne, dass sie an ihrer Schule nur freie Schwarze unterrichtet habe und dass ihre Schüler auch eine weiße Sonntagsschule besuchten, in der sie Bücher und Unterricht erhielten. Als sie am 10. Januar 1854 vor Gericht zurückkehrte, um ihre Strafe zu erhalten, forderte der Richter sie auf, eine einmonatige Haftstrafe zu verbüßen, „als Beispiel für alle anderen in ähnlichen Fällen“.
Kurz nach ihrer Freilassung zogen sie und ihre Tochter im Februar 1854 nach Philadelphia, wo sie einen Bericht über ihre Erfahrungen in Norfolk veröffentlichte. Darin beschreibt sie den Prozess sowie die Ereignisse, die dazu geführt hatten. Wie in ihrer Rede im Gerichtssaal kritisierte sie die Gesetze zur Alphabetisierung und Versammlung der Schwarzen sowie die Gleichgültigkeit der Weißen gegenüber der Situation der Schwarzen, identifizierte sich jedoch als Anhängerin der Sklaverei im Süden.
Über ihr Leben nach ihrem Prozess ist wenig bekannt.
Während des Bürgerkriegs fiel die Stadt Norfolk im Mai 1862 an die Unionsarmee. Die Generäle des Nordens schlossen die öffentlichen Schulen der Stadt für weiße Kinder und öffneten sie für Schwarze. Am Ende des Krieges erlangte die Stadtregierung die Kontrolle über die Schulen zurück und gab sie an die weiße Gemeinde zurück.
Im Juni 1865 beantragten die Mitglieder der freien schwarzen Gemeinde in Norfolk, Virginia, bei der Bundesregierung die Abschaffung der in ihrer Gemeinde noch geltenden restriktiven Alphabetisierungs- und Versammlungsgesetze, was dann 1867 geschah.

## Medienberichterstattung
Der Fall erhielt zu dieser Zeit eine beträchtliche Berichterstattung in den Medien, sowohl für als auch gegen Douglass und das Gesetz gegen Alphabetisierung. Trotz ihrer Ablehnung des Abolitionismus wurde sie von den Abolitionisten als Heldin gefeiert.

## Veröffentlichung
- Educational Laws of Virginia: The Personal Narrative of Mrs. Margaret Douglass: A Southern Woman, Who Was Imprisoned for One Month Common Jail of Teaching Free Colored Children to Read, 2019, ISBN 978-1-7990-3716-3.